# Palojärvi (sjö i Enare, Lappland, Finland)
Palojärvi eller Putojärvi är en sjö i Finland. Den ligger i kommunen Enare i landskapet Lappland, i den norra delen av landet, 1 000 km norr om huvudstaden Helsingfors. Palojärvi ligger 242,7 meter över havet. Arean är 1,19 kvadratkilometer och strandlinjen är 6,69 kilometer lång. Sjön  ingår i Pasvik älvs huvudavrinningsområde. 